# Russell (nome)
Russell  è un nome proprio di persona inglese maschile.

## Varianti
- Ipocoristici: Russ[1]

## Origine e diffusione
Riprende il cognome inglese Russell, di origine francese e con il significato di "piccolo [uomo] rosso" (in riferimento al colore della pelle o dei capelli).

## Onomastico
Il nome non è portato da alcun santo, quindi è adespota, e se ne festeggia l'onomastico il 1º novembre, in occasione di Ognissanti.

## Persone

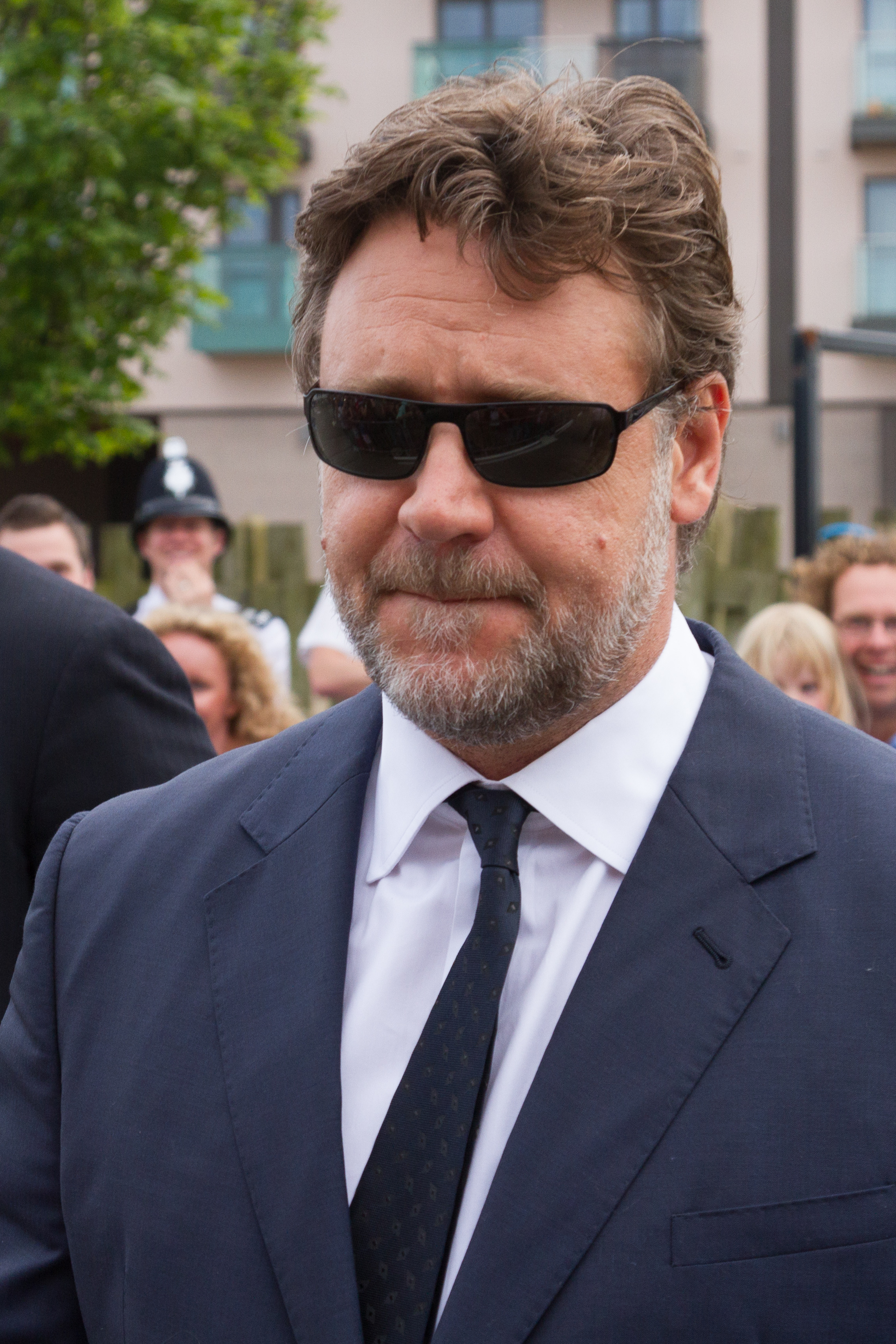
Russell Crowe

- Russell Brand, conduttore radiofonico, conduttore televisivo, attore e cantante britannico
- Russell Coutts, velista neozelandese
- Russell Crowe, attore neozelandese naturalizzato australiano
- Russell T. Davies, sceneggiatore e produttore televisivo britannico
- Russell Downing, ciclista su strada e pistard britannico
- Russell Hicks, attore statunitense
- Russell Shearman, artista statunitense
- Russell Simpson, attore statunitense
- Russell Westbrook, cestista statunitense
- Russell Wilson, giocatore di football americano statunitense

### Variante Russ

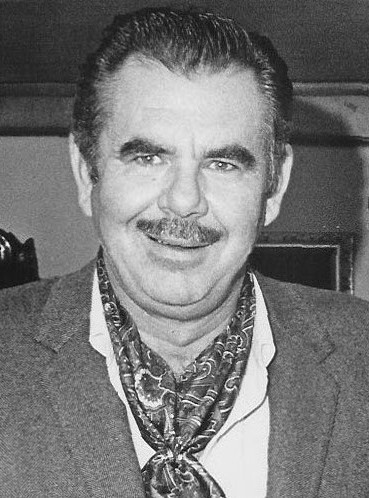
Russ Meyer

- Russ Ballard, musicista e cantante inglese
- Russ Carnahan, politico e avvocato statunitense
- Russ Critchfield, cestista e allenatore di pallacanestro statunitense
- Russ Granik, dirigente sportivo e avvocato statunitense
- Russ Grimm, giocatore di football americano e allenatore di football americano statunitense
- Russ Hamilton, giocatore di poker statunitense
- Russ Howard, giocatore di curling canadese
- Russ Lee, cestista statunitense
- Russ Meyer, regista e sceneggiatore, montatore statunitense
- Russ Millard, cestista statunitense
- Russ Rankin, cantante e produttore discografico statunitense
- Russ Schoene, cestista e allenatore di pallacanestro statunitense
- Russ Tamblyn, attore e ballerino statunitense